# Szamara
Szamara (oroszul: Самара) Oroszország hatodik legnépesebb városa. A Volgai járás székhelye, de nem része a járásnak. Történelmi város, a középső-volgai régió fontos kulturális, oktatási, politikai, pénzügyi, kereskedelmi és gazdasági központja. 1935–1991 között Kujbisev volt a neve.

## Lakossága
Lakossága: 1 157 880 fő (2002); 1 164 685 fő (a 2010. évi népszámláláskor), melyből 986 915 orosz (89,47%), 39 409 tatár (3,57%), 12 586 ukrán (1,14%), 12 542 mordvin (1,14%), 11 960 csuvas (1,08%).
| Lakosok száma | 10 110 | 24 666 | 89 999 | 95 461 | 1 027 000 | 1 244 000 | 1 170 910 | 1 169 719 | 1 156 644 | 1 156 659 |
|               | 1840   | 1859   | 1897   | 1910   | 1970      | 1991      | 2016      | 2017      | 2019      | 2020      |

## Fekvése
A Volga középső folyásán 50 km hosszan, a folyó bal oldali magas partján terül el, a Szok és a Szamara folyók torkolatánál.

## Története
"Samarkh" város létezéséről már a 9. század első feléből, a 802-803 körüli évekból maradt fenn némi adat. nevét Samarkha(Samara) alakban az 1130-1135 közötti krónika is említette, majd a 13. századi Ebestorf-térkép legendája jegyezte fel, hogy "Samarcha (...) város Szkítiában (...) két király közös igazgatása alatt áll: az egyik pogány, a másik keresztény", Így Szkítia, a nevezett térkép másik legendája szerint "a legkeletibb résztől az Óceánig, délen pedig a Kaukázusig terjedt". Később egy 1357-ből való feljegyzés újból megemlíti, miszerint amikor Alekszij moszkvai metropolita Orgába tartva megállt a Szamara folyó torkolatánál, megáldotta a földet és azt jósolta, hogy egykoron hatalmas város áll majd ezen a helyen.
Az ilyen, főként középkori forrásokon alapuló történeti kutatások eredményeit később régészeti adatok, többek között a víz alatti régészet eredményei is megerősítik.

## Az erőd
A Szamara folyó torkolatában álló "Szamarszkij Gorodok" nevű erődöt 1586-ban Fjodor Ioannovics cár rendeletére a Szamara folyó partján, annak a Volgával való összefolyása közelében alapították, G. O. Zaszekin herceg és Sztrelszkij vajdahelyettes Jelcsanyinov és Sztrecsnyev fejedelmek vezetésével. 
Az erődítmény felállításának célja a hajózás védelme volt a Közép-Volgán és az államhatár védelme a sztyeppéről érkező támadásokkal szemben.
A Szamara folyó torkolatában lévő orosz erődítmény építését kizárólag a nogajiak védelme motiválta. Az építés fő célja a Volga középső folyása és a Szamara torkolat hatalmas területének ellenőrzése, Oroszország védelme volt a nomád portyázásoktól, valamint a Kazanyból Asztrahánba vezető vízi út biztosítása volt.
Az erőd a mai Szamara szelepgyár területe és attól délre épült fel. Építése 1586. május 9. és augusztus 6. (16.) között zajlott. Első lakói szolgák voltak: bojárgyerekek, puskások, tüzérek, akik őrszolgálatot teljesítettek, őrizve az új erődöt "a tolvajoktól" és a nogai támadásoktól. Napjainkig az erőd nem maradt fenn (az 1690-es és 1703-as tűzvészben leégett), de 1986-ban a város négyszázadik évfordulójának emlékére a Vodnyikov és a Kutyakov utca sarkán felállítottak egy emléktáblát.

## Megyei város
1646 tavaszán került sor az első szamarai összeírásra, így a szamarai vár 1586-os alapítása óta a város minden jogával rendelkezett. 1708-ban Nagy Péter idején Szamara az újonnan létrehozott Kazán tartomány kilencedik városa lett, 1719-ben pedig az asztraháni tartományhoz csatolták. Ebben az időben Szamarában 210 háztartás volt.
A 17.-18. században Szamara két úgynevezett parasztfelkelés középpontja volt. 1670-ben elfoglalták Sztepan Razin csapatai, 1773-ban pedig Szamara volt az első város, amely átállt Emeljan Pugacsevhez.
Az 1740-es években Szamara lett a központja az Orenburg-expedíciónak, amely  Orenburg és Sztavropol városát hozta létre. Négy vezetőjének egyike V. N. Tatiscsev volt. 1773 és 1780 között Szamara államon kívüli város lett, a körzet központja pedig Sztavropol városa, a mai Togliatti lett. 1780-ban (a II. Katalin vezette járási reform során) létrehoztak egy járást, amelynek élén Szamara állt, és amely Szimbirszk tartomány része lett.

## Oktatás
Szamarában található a világviszonylatban egyedülálló profilú Szamarai Állami Űrhajózási Egyetem és még további 60 felsőoktatási intézmény, közöttük 14 állami egyetem.

## Gazdasági élet, közlekedés

### Gazdaság

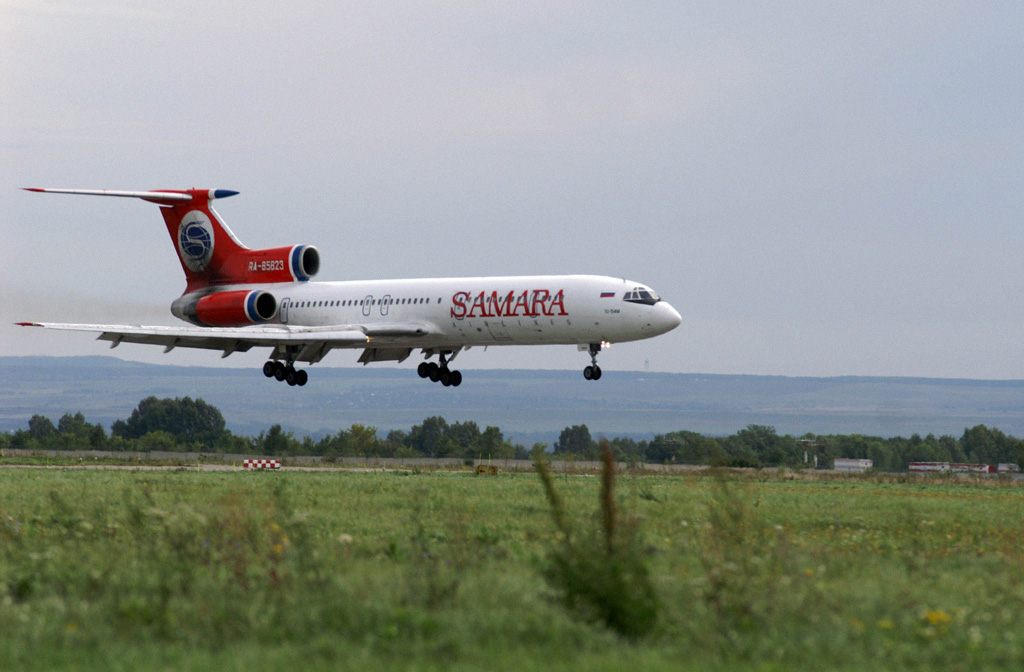
A samarai repülőtér

A város gazdaságában meghatározó a nehézipar. Jelentős az űrkutatáshoz kapcsolódó kozmikus eszközök gyártása. Fontos még a gépipar, fémfeldolgozó ipar (csapágygyártás) és kábelgyártás. A második világháború alatt az európai területekről áttelepített üzemek révén az orosz repülőgépipar egyik jelentős központjává vált. A városban működik a CSZKB-Progressz (egykori 1. sz. Állami Repülőgépgyár) és az Aviakor (volt 18. sz. Állami Repülőgépgyár) repülőgépgyár.

### Közlekedés
A szamarai repülőtér (IATA: KUF, ICAO: UWWW) hivatalos nemzetközi repülőtér, amely képes minden forgalomban lévő repülőgéptípus fogadására. Naponta több járat köti össze Moszkvával, Frankfurttal és más európai városokkal.
Szamara fontos folyami kikötő. Déli irányban Volgográd, Rosztov-na-Donu, Asztrahány, a Kaszpi-tenger és a Fekete-tenger közvetlenül elérhető. Nyugati irányba pedig a Volga összeköti a várost Nyizsnyij Novgoroddal, Jaroszlavllal és Moszkvával, és a Néván keresztül a Balti-tengeri kikötőkkel.
Szamara Oroszország azon városai közé tartozik, ahol metró üzemel.

## Testvértelepülések
- Németország Stuttgart, 1992